# Maio Airport
Maio Airport är en flygplats i Kap Verde. Den ligger i den sydöstra delen av landet, 40 km nordost om huvudstaden Praia. Maio Airport ligger 11 meter över havet. Den ligger på ön Maio.
Terrängen runt Maio Airport är platt. Havet är nära Maio Airport åt sydväst. Runt Maio Airport är det ganska glesbefolkat, med 26 invånare per kvadratkilometer.. Närmaste större samhälle är Vila do Maio, 2,0 km söder om Maio Airport. 
Omgivningarna runt Maio Airport är en mosaik av jordbruksmark och naturlig växtlighet.